# Ko Seok-Hwa
Ko Seok-Hwa (17 de enero de 1982) es un deportista surcoreano que compitió en taekwondo. Ganó dos medallas en el Campeonato Mundial de Taekwondo en los años 2003 y 2005, y dos medallas en el Campeonato Asiático de Taekwondo en los años 2002 y 2004.

## Palmarés internacional
| Campeonato Mundial  | Campeonato Mundial                | Campeonato Mundial | Campeonato Mundial |
| Año                 | Lugar                             | Medalla            | Categoría          |
| ------------------- | --------------------------------- | ------------------ | ------------------ |
| 2003                | Garmisch-Partenkirchen (Alemania) | Medalla de bronce  | –58 kg             |
| 2005                | Madrid (España)                   | Medalla de oro     | –58 kg             |
| Campeonato Asiático |                                   |                    |                    |
| Año                 | Lugar                             | Medalla            | Categoría          |
| 2002                | Amán (Jordania)                   | Medalla de oro     | –58 kg             |
| 2004                | Seongnam (Corea del Sur)          | Medalla de oro     | –58 kg             |